# Conte isso àqueles que dizem que fomos derrotados
Conte isso àqueles que dizem que fomos derrotados é um documentário curta-metragem brasileiro de 2018.
O nome da obra é uma referência aos últimos versos do poema Conte, do poeta palestino Narjan Darwish.

### Prêmios e indicações
| Ano  | Premiação                                         | Categoria                         | Resultado | Ref.        |
| ---- | ------------------------------------------------- | --------------------------------- | --------- | ----------- |
| 2018 | 51º Festival de Brasília do Cinema Brasileiro     | Melhor Filme (curta-metragem)     | Venceu    | [ 1 ] [ 3 ] |
| 2018 | 51º Festival de Brasília do Cinema Brasileiro     | Melhor Som (curta-metragem)       | Venceu    | [ 1 ] [ 3 ] |
| 2018 | XI Janela Internacional de Cinema do Recife       | Melhor Montagem                   | Venceu    | [ 3 ]       |
| 2019 | 21ª Bienal de Arte Contemporânea SESC_VideoBrasil | Prêmio Sesc de Arte Contemporânea | Venceu    | [ 3 ]       |